# Manton (Michigan)
Manton è un comune degli Stati Uniti d'America, situato nello Stato del Michigan, nella contea di Wexford.